# Trąbka żółtoblaszkowa
Trąbka żółtoblaszkowa  (Tubaria dispersa (Pers.) Singer) – gatunek grzybów należący do rodziny Tubariaceae.

## Systematyka i nazewnictwo
Pozycja w klasyfikacji według Index Fungorum: Tubaria, Tubariaceae, Agaricales, Agaricomycetidae, Agaricomycetes, Agaricomycotina, Basidiomycota, Fungi.
Po raz pierwszy zdiagnozował go Christiaan Hendrik Persoon w 1828 r., nadając mu nazwę Agaricus dispersus. Obecną, uznaną przez Index Fungorum nazwę nadał mu Rolf Singer w 1961 r.
Synonimy:
- Agaricus autochthonus Berk. & Broome 1866
- Agaricus dispersus Pers., in Lasch 1828
- Agaricus sobrius var. dispersus Berk. & Broome 1871
- Galera autochthona (Berk. & Broome) Quél. 1880
- Hylophila autochthona (Berk. & Broome) Quél. 1886
- Naucoria autochthona (Berk. & Broome) Kühner & Romagn. 1953
- Naucoria sobria var. dispersa Berk. & Broome 1887
- Tubaria autochthona (Berk. & Broome) Sacc. 1887

Nazwę polską zaproponował Władysław Wojewoda w 2003 roku.

## Morfologia
Kapelusz
Średnica 5–25 mm, początkowo wypukły, potem płaski, na koniec lekko wklęsły. Brzeg  lekko prążkowany. Powierzchnia delikatnie filcowata, ochrowa.
Blaszki
Przyrośnięte, gęste, początkowo blado cytrynowe, potem podczas dojrzewania zarodników ochrowe.
stłoczone, przyrośnięte lub przyrośnięte skrzela zaczynają od bladej cytryny i nabierają ochrowego zabarwienia w miarę dojrzewania zarodników.
Trzon
Wysokość 1,5–3 cm, grubość 1–2 mm, cylindryczny, często nieco zwężający się ku podstawie, elastyczny. Powierzchnia biaława lub bardzo jasno ochrowa.
Cechy mikroskopowe
Wysyp zarodników oliwkowy. Zarodniki elipsoidalne, drobno chropowate, 4,5–7,5 × 2,5–5 µm. Cheilocystydy, proste, o kształcie od cylindrycznego do maczugowatego, czasem z główką, 20–35 × 4–10 μm.

## Występowanie
Znane jest występowanie trąbki żółtoblaszkowej w niektórych krajach Europy. W piśmiennictwie naukowym na terenie Polski do 2003 r. podano 4 stanowiska. Liczniejsze i bardziej aktualne stanowiska podaje internetowy atlas grzybów. Jest w nim umieszczona na liście gatunków zagrożonych i wartych objęcia ochroną.
Saprotrof. Występuje na ziemi w lasach liściastych i zaroślach. Najczęściej spotykana pod głogiem, zazwyczaj owocniki pojawiają się licznie.